# Медовий місяць в Америці
«Медовий місяць в Америці» («Medaus mėnuo Amerikoje») — радянський художній фільм 1981 року, знятий режисером Альмантасом Грікявічюсом на Литовській кіностудії.

## Сюжет
За мотивами п'єси Альбертаса Лаурінчюкаса «Останнє прохання». На тридцять років після весілля розлучила війна Юргіса та Морту. Тепер він відомий хірург під ім'ям Джорджа Стікера працює в США і не знає, що у нього виросла дочка. Але Морта таки знаходить його. Запізнілий медовий місяць не дає їм щастя.

## У ролях
- Рута Сталілюнайте — Морта (дублювала Г. Теплинська)
- Юозас Будрайтіс — Джордж Стікер (дублював Ю. Соловйов)
- Донатас Баніоніс — Алан (дублював О. Дем'яненко)
- Регімантас Адомайтіс — Дейвід (дублював Ю. Демич)
- Аудроне Пашконіте — С'юзен, пацієнтка
- Альгімантас Масюліс — Кукаускас
- Вікторас Шинкарюкас — Фред
- Ірена Кряузайте — роль другого плану
- Нійоле Лепешкайте — Мері
- Мілда Батейкайте — роль другого плану
- Валентінас Масальскіс — син Алана
- Пятрас Венсловас — поліцейський
- Вітаутас Шапранаускас — роль другого плану
- Вікторас Валашинас — роль другого плану
- Вітаутас Томкус — комівояжер, попутник Морти в літаку
- Юрате Онайтіте — дочка Морти
- Кароліс Дапкус — чоловік в літаку

## Знімальна група
- Режисер — Альмантас Грікявічюс
- Сценарист — Альбертас Лаурінчюкас
- Оператор — Йонас Томашявічюс
- Композитор — Альгімантас Апанавічюс
- Художник — Альгімантас Шважас